# Jhonny Lucas
Jhonny Lucas, né le 21 février 2000 à Curitiba, est un footballeur brésilien. Il évolue au poste de milieu de terrain au AA Ponte Preta.

## Biographie
Avec le club de Paraná, il joue 21 matchs en première division brésilienne (Serie A), inscrivant deux buts.